# Pseudophengodes roulini
Pseudophengodes roulini là một loài bọ cánh cứng trong họ Phengodidae. Loài này được Guerin miêu tả khoa học năm 1843.